# Си-Ен торањ
Си-Ен торањ или Си-Ен тауер (енгл. CN Tower) је торањ у Торонту у Канади.
Висок је 553,33 метара. Најважнија је туристичка атракција у Торонту и привлачи више од два милиона међународних посетилаца сваке године. Канадска национална железничка компанија финансирала је изградњу Си-Ен торња. Посетиоци могу видети Торонто из торња на две раздаљине: на надморској висини од 330 метара и на висини од 447 метара. Када је завршено са изградњом, то је била највиша зграда на свету и највиши торањ на свету. То више није након изградње Бурџ Халифе, Кантонског торња и Токијског небеског дрвета. Још увек је највиша зграда на западној хемисфери и један од најпознатијих знаменитости и симбола Торонта и Канаде уопште.

## Историја торња
Канадска национална железничка компанија дошла је на идеју 1968. године, да се изгради велики телевизијски и радио торањ за шире подручје Торонта. 
Си-Ен торањ део је центра Метро, највећег развојног пројекта у Торонту. Жеља је била да се издигне торањ 300 метара изнад највиших зграда у граду, јер је торањ саграђен у самом центру града, где су биле највише зграде. Толико је висок, да се може видети са удаљености од тридесет километара. 
Изградња је почела копањем темеља 6. фебруара 1973. године. Око 56.000 тона материјала уклоњено је до дубине од 15 метара. За темељ се користио 7000 тона бетона и 450 тона арматуре. На целом пројекту радило је 1537 радника, који су користили 40.500 кубних метара бетона. Врх антене подигнут је уз помоћ хеликоптера. Цена изградње износила је тадашњих 75 милиона долара (данас 350 милиона долара). Торањ је отворен 26. јуна 1976, пре него што се планирало. До средине деведесетих година постао је једна од главних туристичких атракција у граду.

## Занимљивости
- Торањ је тринаест метара виши од Останкинског телевизијског торња у Москви и готово двоструко виши од Ајфелове куле.
- Један човек је умро током изградње торња.
- Ако ветар дува брзином од 200 километара на сат, врх торња се смањи за 1,05 метра.
- Из ресторана на врху торња са стакленим подовима, види се цео град.